# Guttipsilopa haydeni
Guttipsilopa haydeni är en tvåvingeart som beskrevs av Wirth 1956. Guttipsilopa haydeni ingår i släktet Guttipsilopa och familjen vattenflugor.
Artens utbredningsområde är Bahamas. Inga underarter finns listade i Catalogue of Life.